# Ammannia baccifera
Ammannia baccifera là một loài thực vật có hoa trong họ Lythraceae. Loài này được Carl von Linné mô tả khoa học đầu tiên năm 1753.